# Binche-Chimay-Binche 2024
La Binche-Chimay-Binche 2024 - Mémorial Frank Vandenbroucke, ventisettesima edizione della corsa e valida come prova dell'UCI Europe Tour 2024 categoria 1.1, si svolse il 1º ottobre 2024 su un percorso di 198,6 km, con partenza e arrivo a Binche, in Belgio. La vittoria fu appannaggio del belga Arnaud De Lie, il quale completò il percorso in 4h27'42", alla media di 44,513 km/h, precedendo l'eritreo Biniam Girmay e il connazionale Milan Fretin.
Sul traguardo di Binche 142 ciclisti, dei 169 partiti dalla medesima località, portarono a termine la competizione.

## Squadre e corridori partecipanti
| N.      | Cod. | Squadra                         |
| ------- | ---- | ------------------------------- |
| 1-7     | SOQ  | Soudal Quick-Step               |
| 11-17   | LTD  | Lotto Dstny                     |
| 21-27   | IWA  | Intermarché-Wanty               |
| 31-37   | ADC  | Alpecin-Deceuninck              |
| 41-47   | COF  | Cofidis                         |
| 51-57   | ARK  | Arkéa-B&B Hotels                |
| 61-67   | DAT  | Decathlon AG2R La Mondiale Team |
| 71-77   | RBH  | Red Bull-Bora-Hansgrohe         |
| 81-87   | GFC  | Groupama-FDJ                    |
| 91-97   | LTK  | Lidl-Trek                       |
| 101-107 | UAD  | UAE Team Emirates               |
| 111-117 | BWB  | Bingoal WB                      |
| 121-127 | TFB  | Team Flanders-Baloise           |

| N.      | Cod. | Squadra                    |
| ------- | ---- | -------------------------- |
| 131-137 | TEN  | TotalEnergies              |
| 141-146 | UXM  | Uno-X Mobility             |
| 151-157 | IPT  | Israel-Premier Tech        |
| 161-167 | EUS  | Euskaltel-Euskadi          |
| 172-177 | PWB  | Philippe Wagner-Bazin      |
| 181-187 | BCY  | Beat Cycling Team          |
| 191-197 | AUB  | St Michel-Mavic-Auber93    |
| 201-207 | VRR  | Van Rysel-Roubaix          |
| 211-216 | TDT  | TDT-Unibet Cycling Team    |
| 221-227 | VWT  | VolkerWessels Cycling Team |
| 231-237 | TNN  | Team Novo Nordisk          |
| 241-247 | NST  | Novapor Speedbike Team     |

## Ordine d'arrivo (Top 10)
| Pos. | Corridore         | Squadra     | Tempo    |
| ---- | ----------------- | ----------- | -------- |
| 1    | Arnaud De Lie     | Lotto       | 4h27'42" |
| 2    | Biniam Girmay     | Intermarché | s.t.     |
| 3    | Milan Fretin      | Cofidis     | s.t.     |
| 4    | Jasper Philipsen  | Alpecin     | s.t.     |
| 5    | Vincenzo Albanese | Arkéa       | s.t.     |
| 6    | Luke Lamperti     | Soudal      | s.t.     |
| 7    | Oliver Naesen     | Decathlon   | s.t.     |
| 8    | Rui Oliveira      | UAE         | s.t.     |
| 9    | Edward Theuns     | Lidl        | s.t.     |
| 10   | Paul Penhoët      | Groupama    | s.t.     |